# آزتیدین-۲-کربوکسیلیک اسید
آزتیدین-۲-کربوکسیلیک اسید (به انگلیسی: Azetidine-2-carboxylic acid) با فرمول شیمیایی C4H7NO2 یک ترکیب شیمیایی است. که جرم مولی آن 101.104 g/mol می‌باشد. شکل ظاهری این ترکیب، بلورهای جامد است.